# Kiliwa
Le kiliwa (de l'ethnonyme kuleːw) est une langue de la famille des langues yumanes parlée au Mexique dans le Nord de la Basse-Californie.

## Répartition géographique
La langue était autrefois parlée jusqu'aux rivages de l'océan Pacifique, mais la population kiliwa, une centaine de personnes, vit désormais dans quelques rancherias de la Sierra San Pedro Martir. Le nombre de locuteurs est faible, compris entre 12 et 28.

## Classification
Le kiliwa constitue une branche à part entière au sein des langues yumanes.